# Acadèmia Kronberg
L'Acadèmia Kronberg és una universitat de música internacional fundada el 1993 dedicada a la formació i la promoció de joves intèrprets de corda destacats per a les seves carreres com a solistes amb els instruments de violí, viola i violoncel. Té la seva seu a Kronberg im Taunus, a uns 15 quilòmetres de Frankfurt.

## Història
L'Acadèmia Kronberg es va fundar el 1993 com a «Acadèmia Internacional de Música de Cambra Kronberg», amb seu a Kronberg im Taunus, i té el seu nom actual des de 1999. Marta Casals Istomin, va participar en la seva fundació com a mecenes i l'Acadèmia manté un fort lligam amb Pau Casals, el primer Cello Festival que va organitzar es va fer l’octubre de 1993, amb motiu dels 20 anys de la mort de l'artista. Inicialment es va centrar en el violoncel i la promoció de joves violoncelistes i després va ampliar a violí i viola. L'any 2004 se li va donar la forma jurídica de fundació sense ànim de lucre.
El 2013, amb motiu del 40è aniversari de la mort de Pau Casals, el Kronberg Academy Festival (del 29 de setembre al 5 d’octubre) va dedicar l’últim dia de concerts a homenatjar el violoncel·lista. En el 2017 la seva facultat incloia a Ana Chumachenco, Mihaela Martin i Christian Tetzlaff (violí), Nobuko Imai (viola) i Frans Helmerson (violoncel). Entre els seus nombrosos antics alumnes destacats es troben Vilde Frang, Alina Ibraguímova i Alexander Sitkovetsky. L'any 2018 va celebrar el seu 25è aniversari amb un concert de gala al Kurhaus Wiesbaden.
L'agost del 2022 està prevista l'obertura del «Casals Forum», nova seu de l'Acadèmia ubicada prop de l'estació de tren de Kronberg segons els plans de l'arquitecte Volker Staab. Inclourà una sala de concerts per a 550 persones i un centre d'estudis per a l'Acadèmia Kronberg.
El 2021 l'Acadèmia Kronberg comptava amb el suport de un Consell Assessor Artístic integrat per: Marta Casals Istomin, Iuri Baixmet, Christoph Eschenbach, Gidon Kremer i András Schiff. També el violoncel·lista Mstislav Rostropóvitx fins a la seva mort el 2007 i qui l'any 1997 va declarar que la ciutat de Kronberg era la "capital mundial del violoncel".

## Projectes
L'acadèmia promou esdeveniments internacionals amb el rerefons d'inspirar, educar i formar músics joves que complementen i donen suport a les activitats de finançament i fan de Kronberg un lloc de trobada per a artistes d'arreu del món:
- «Cello Festival» de l'Acadèmia Kronberg, des de 1993 cada dos anys. El 2013 canvia el nom a Kronberg Academy Festival "Cello Plus"[2][7][8]
- Classes magistrals i concerts de violoncel (cada dos anys des de 1994)
- Classes magistrals de violí i concerts (cada dos anys des del 2009)
- Festival de viola (1989 i 2003)
- Acadèmia Kronberg a Seül/Corea del Sud (2004, 2006 i 2008)
- Projecte de música de cambra "Chamber Music Connects the World" (des de l'any 2000 cada dos anys)
- Concurs Internacional de Violoncel Pablo Casals (2000 i 2004),
- Gran Premi Emanuel Feuermann, Berlín, juntament amb la Universitat de les Arts de Berlín (cada quatre anys des del 2002)
- Projectes per a infants i adolescents: Classic for Kids, With Music - Together, Concerts juvenils

Artistes de fama mundial han establert fundacions amb seu a Kronberg com la Rostropovich Cello Foundation, la Fundació Gidon Kremer i la Fundació Yuri Bashmet Viola.